# 拉薩萊湖
拉薩萊湖（白俄羅斯語：Расалай）是白俄羅斯的湖泊，由維捷布斯克州負責管轄，長1.6公里、寬0.58公里，面積0.69平方公里，流域面積4.13平方公里，湖岸線長度3.76公里，最大水深3.5米。